# Heeswijk (Utrecht)
Heeswijk (52° 03′ N, 4° 58′ L) é uma vila dos Países Baixos, na província de Utrecht. Heeswijk (Utrecht) pertence ao município de Montfoort, e está situada a 6 km, a noroeste de IJsselstein.
A área de Heeswijk, que também inclui as partes periféricas da cidade, bem como a zona rural circundante, tem uma população estimada em 320 habitantes.